# 巾帽局
巾帽局是明代宦官二十四衙门之一。主管宫中内使帽靴、驸马冠靴及藩王前往封地诸旗尉帽靴。

## 发展
洪武十二年（1379年）成立，设置大使、副使等官职。十七年，定大使一人，正九品；副使一人，从九品。二十八年，大使改为正五品，左、右副使改为从五品。后改置掌印太监一员，管理、佥书、掌司、监工无定员。

## 官制
- 掌印太监，一员；
- 管理，无定员；
- 佥书，无定员；
- 掌司，无定员；
- 监工，无定员。

## 人员

### 弘治时期
黄瑜

### 正德时期
商得保（右副使）